# 訃報 2003年2月
訃報 2003年2月（ふほう 2003ねん2がつ）では、2003年（平成15年）2月中に物故した、又は物故が報じられた人物についてまとめる。

## （1日 - 14日）

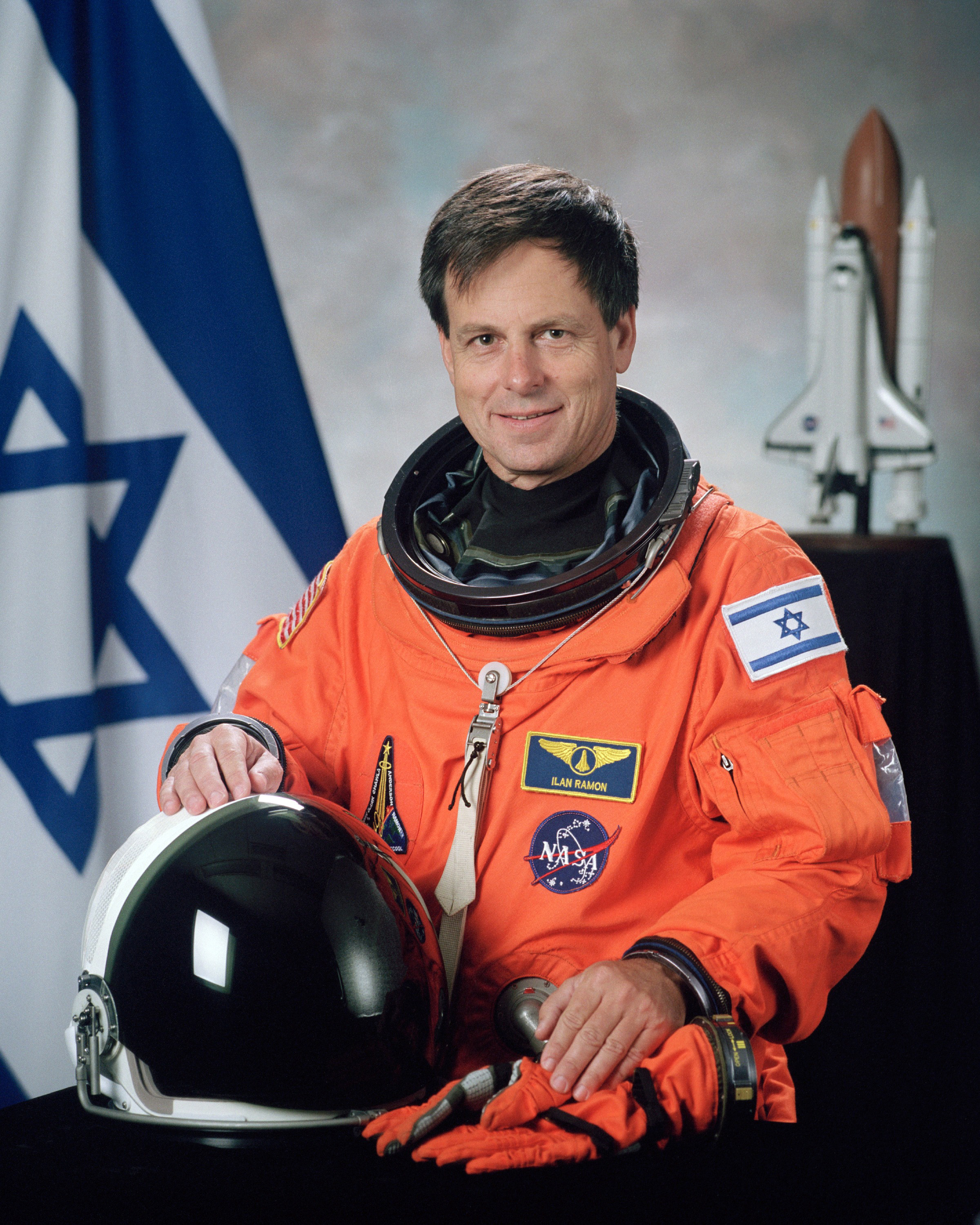
イラン・ラモーン／2月1日没

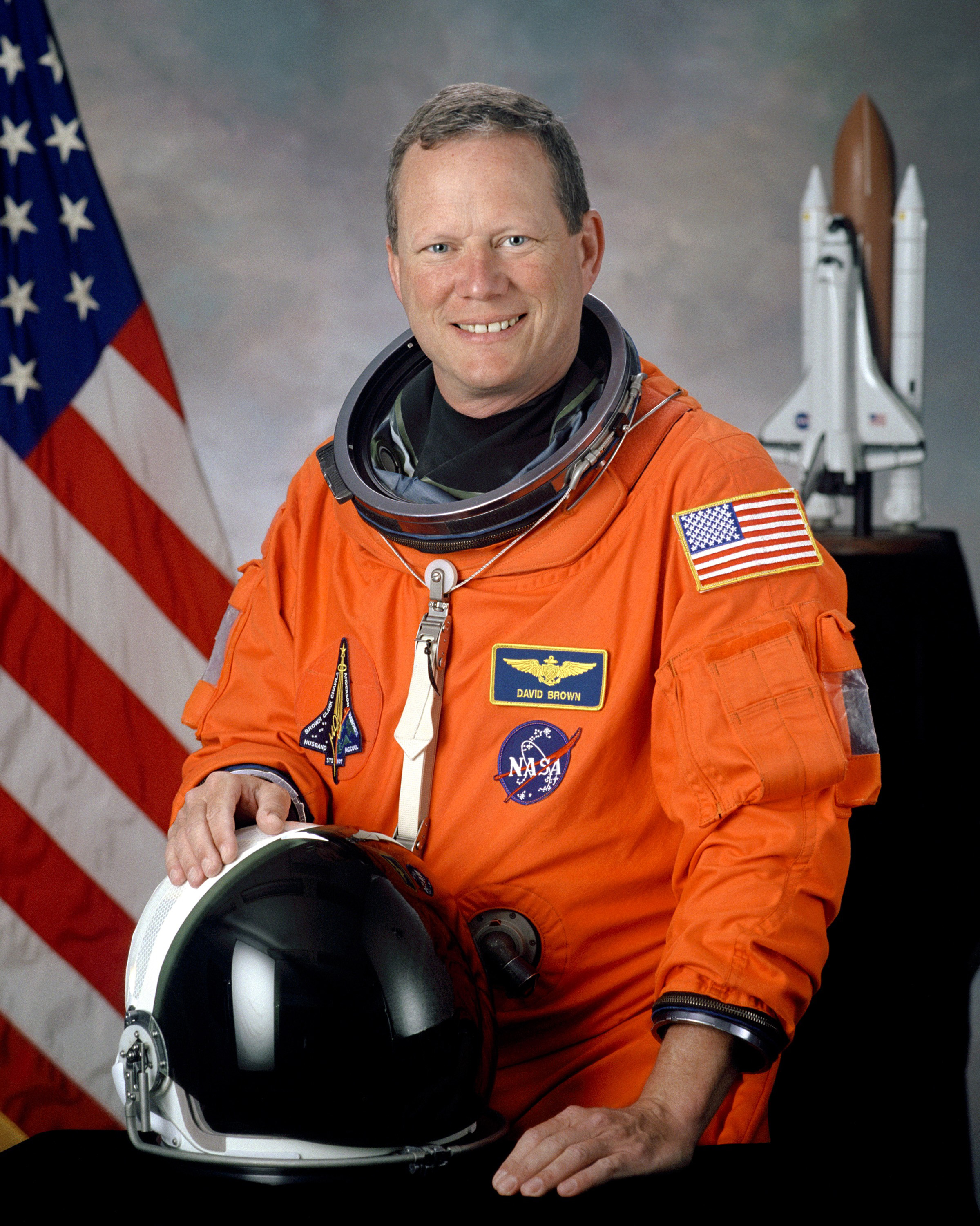
デイビッド・ブラウン／2月1日没

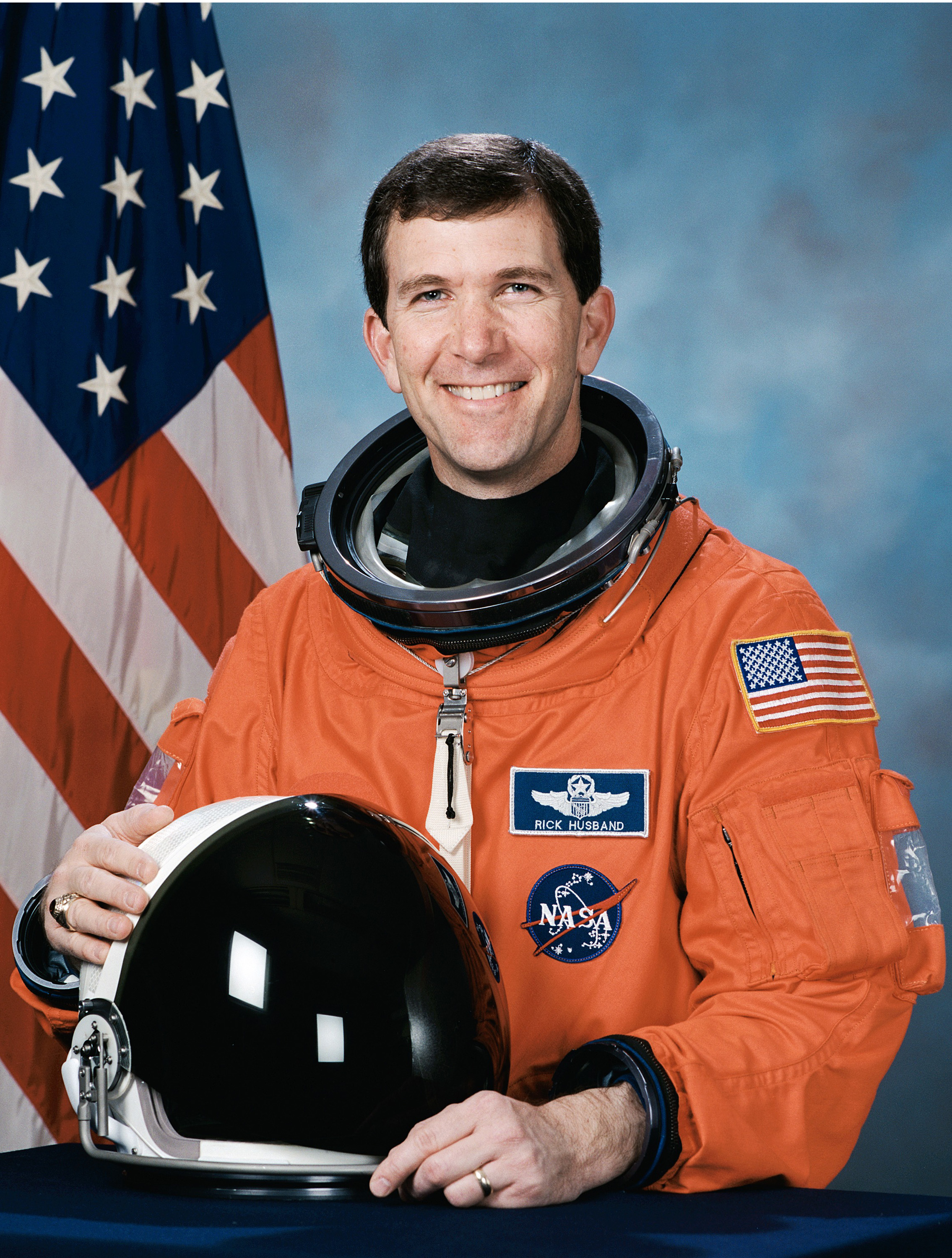
リック・ハズバンド／2月1日没

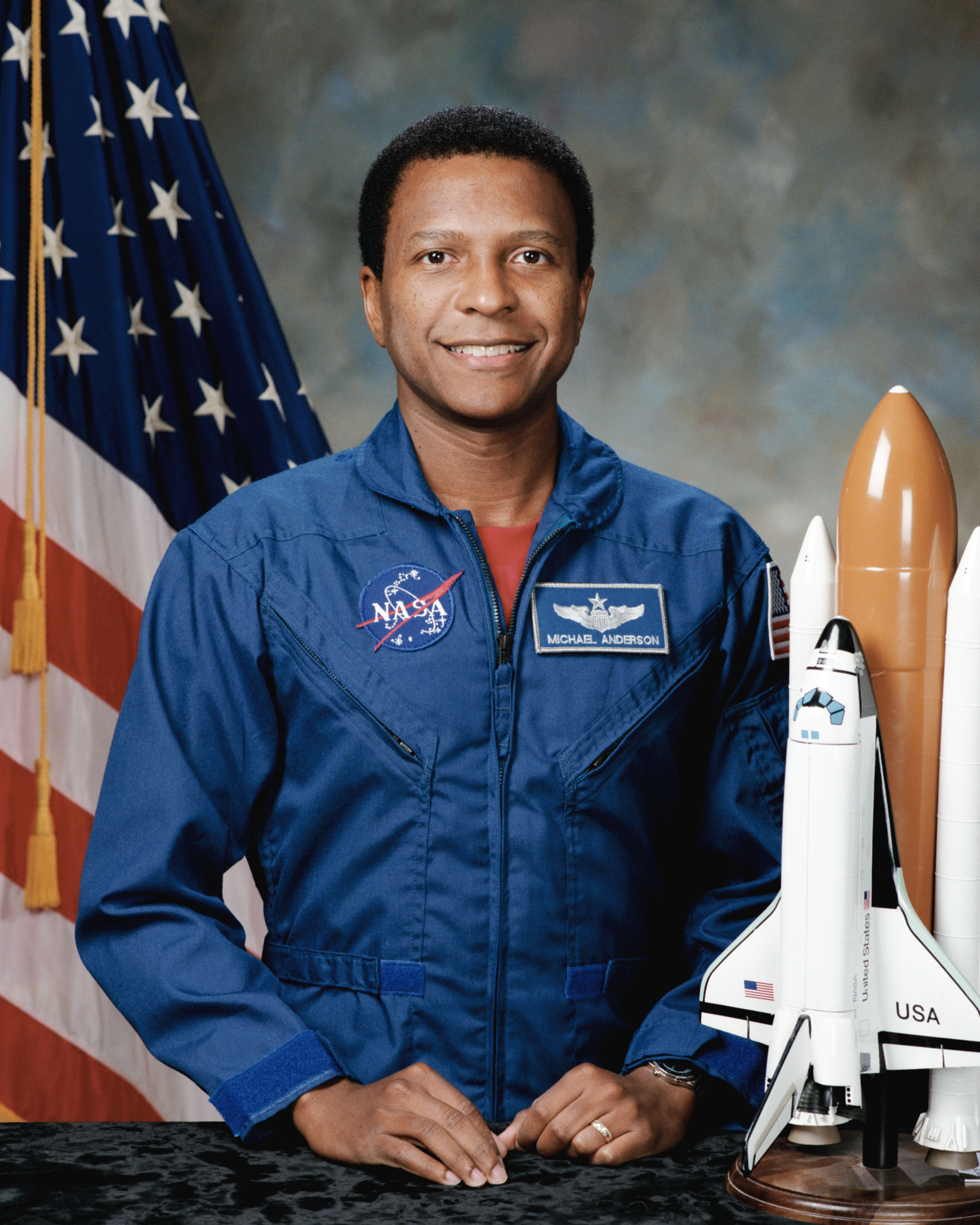
マイケル・アンダーソン／2月1日没

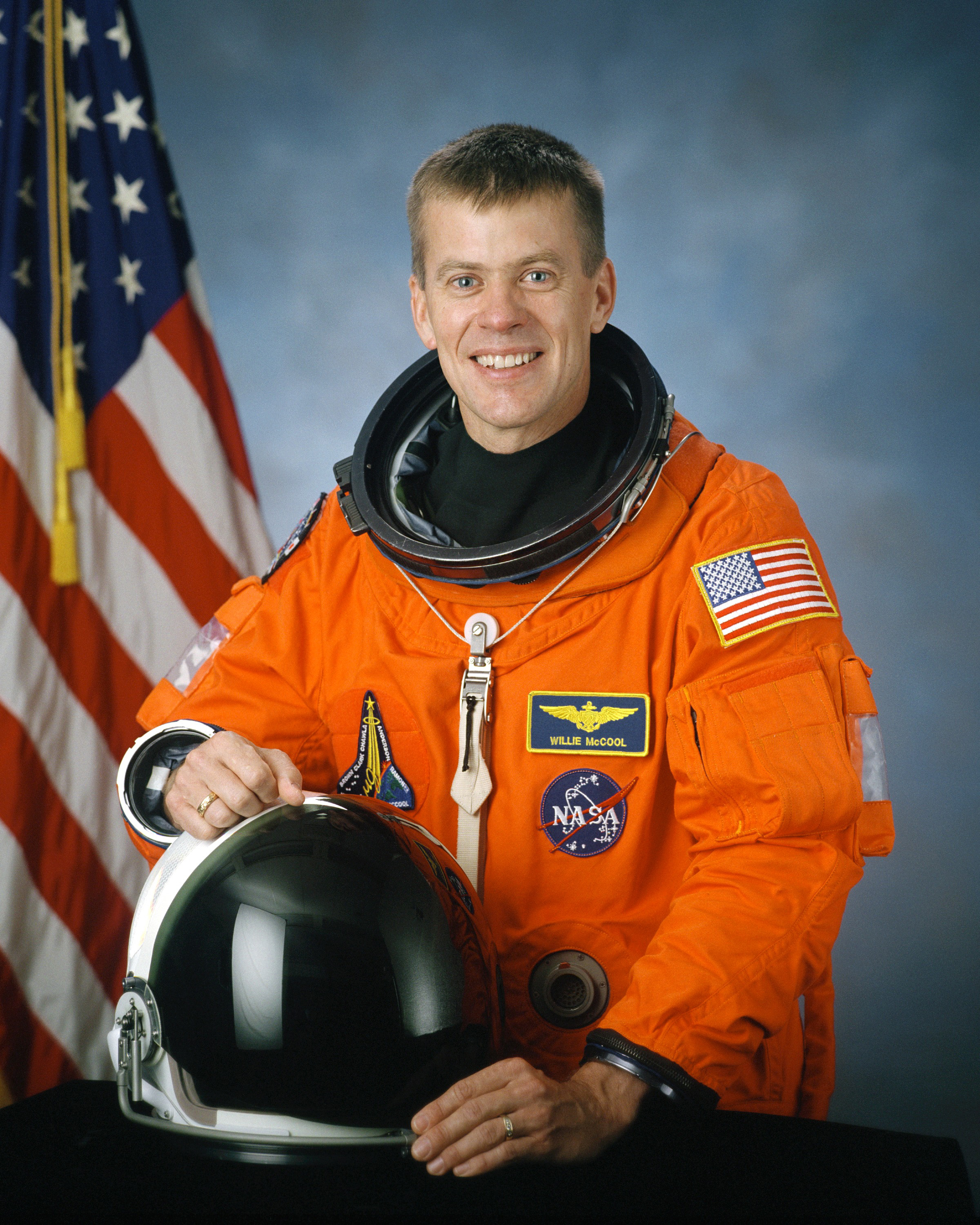
ウィリアム・マッコール／2月1日没

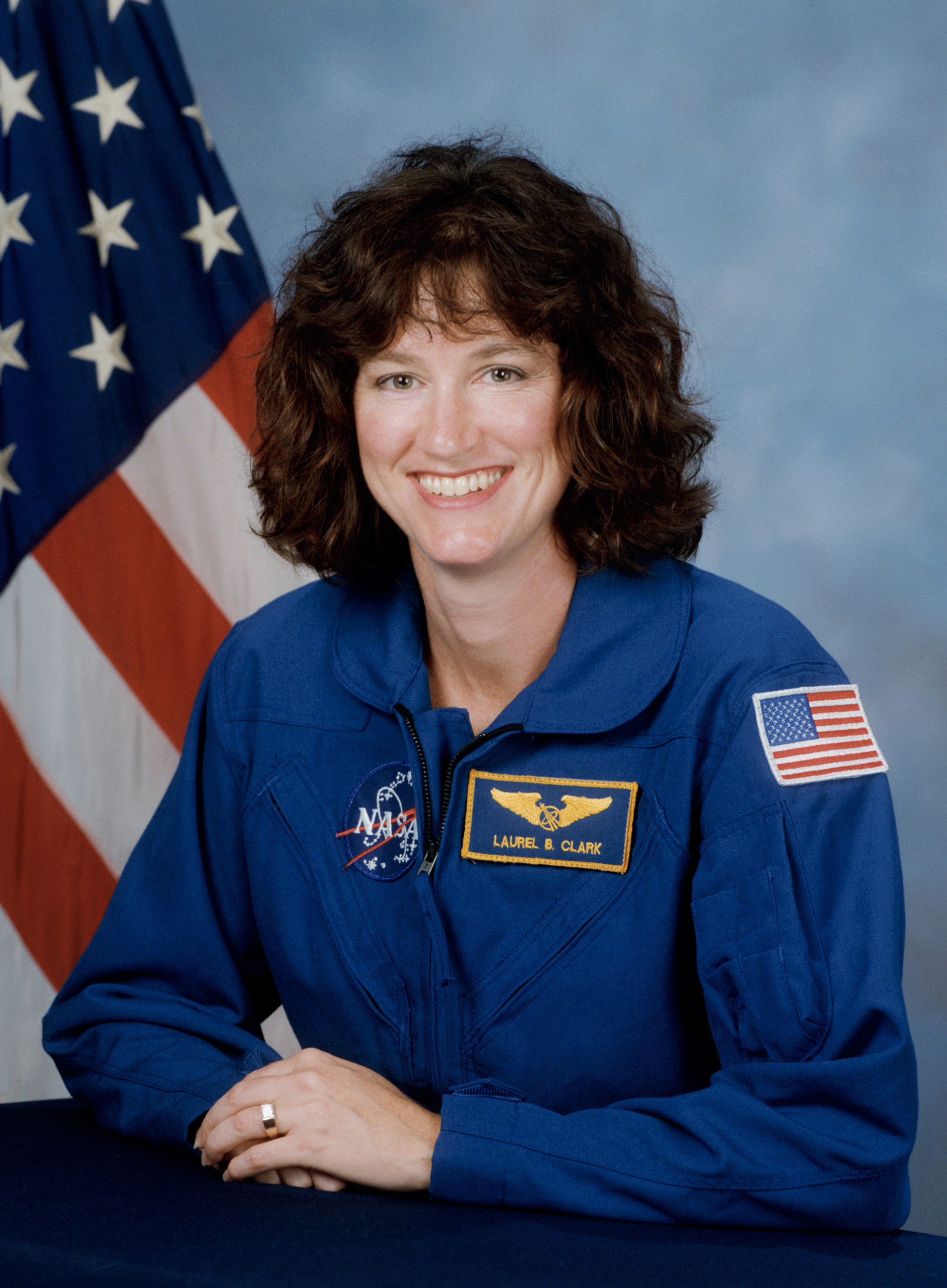
ローレル・クラーク／2月1日没

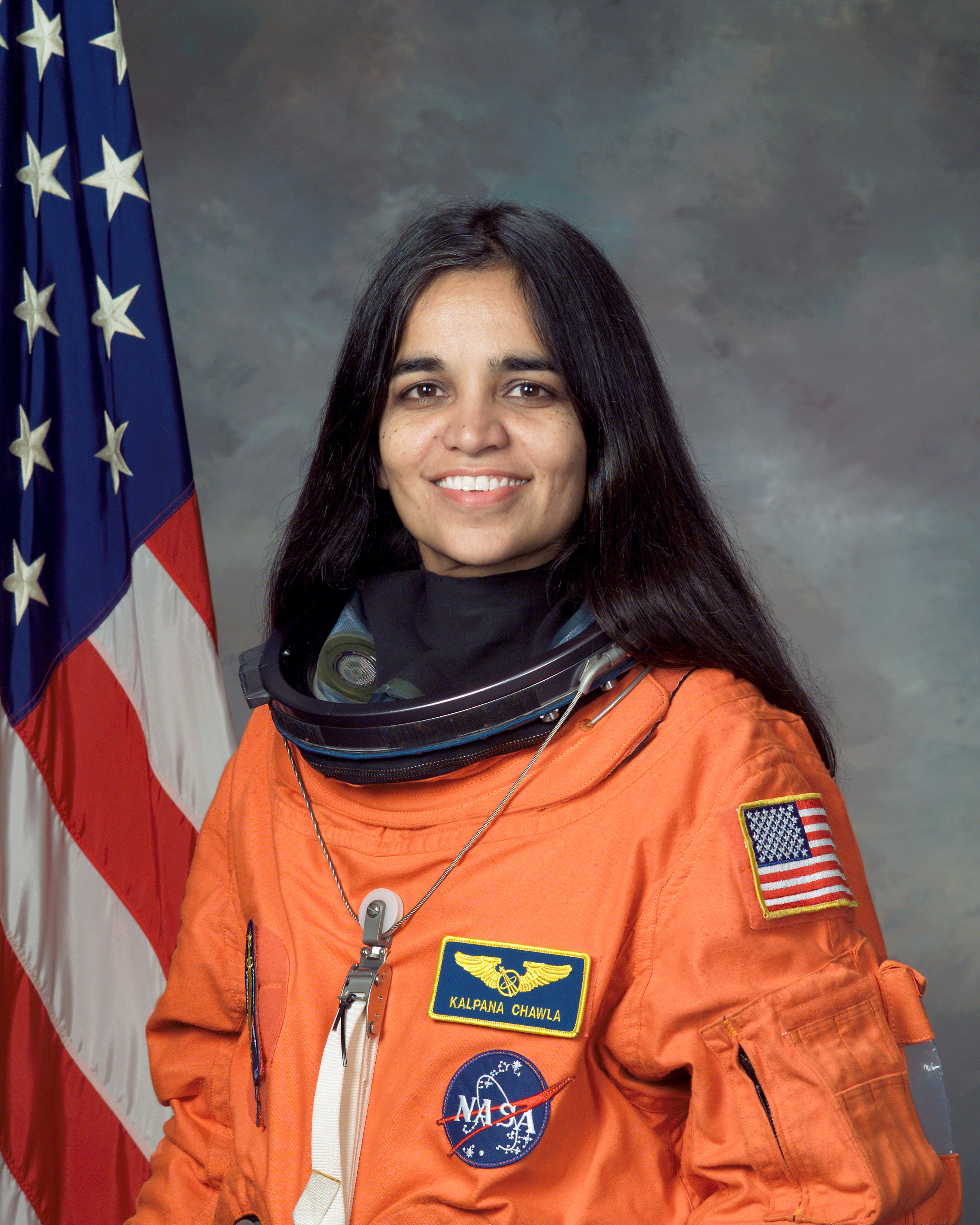
カルパナ・チャウラ／2月1日没

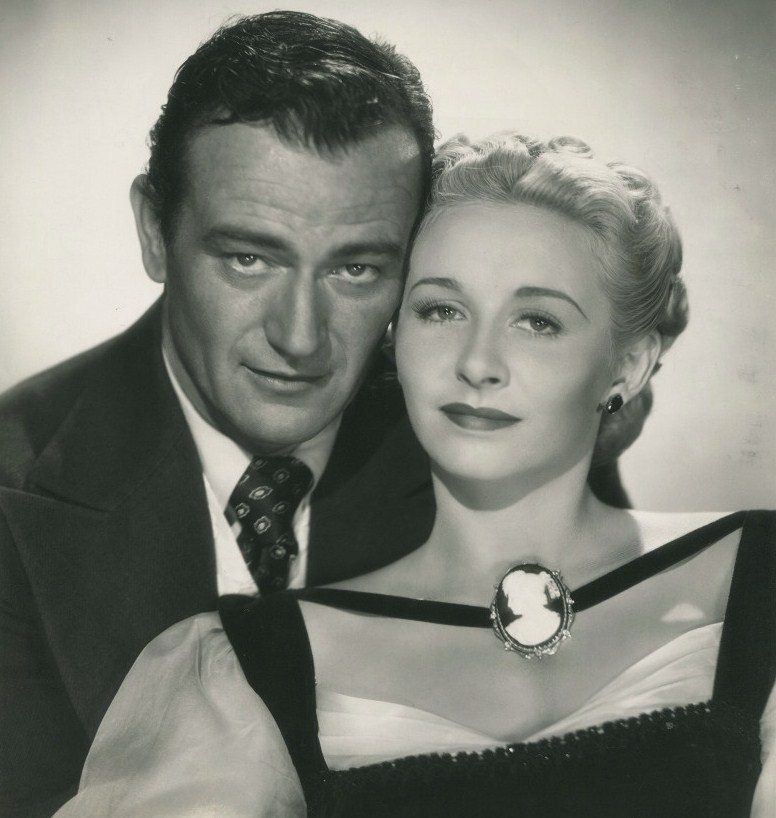
ヴェラ・ラルストン（右）／2月9日没

- 2月1日 - （コロンビア号空中分解事故の犠牲者）
  - イラン・ラモーン（* 1954年）
  - デイビッド・ブラウン（* 1956年）
  - リック・ハズバンド（* 1957年）
  - マイケル・アンダーソン（* 1959年）
  - ウィリアム・マッコール（* 1961年）
  - ローレル・クラーク（* 1961年）
  - カルパナ・チャウラ（* 1962年）
- 2月5日 - 森ノ里信義[1]、元力士（* 1924年）
- 2月9日 - ヴェラ・ラルストン、フィギュアスケート選手・女優（* 1919年）
- 2月9日 - 名和秀雄、昆虫研究家（* 1925年）
- 2月13日 - 永谷晴子、社会活動家、実業家（* 1909年）

## （15日 - 28日）

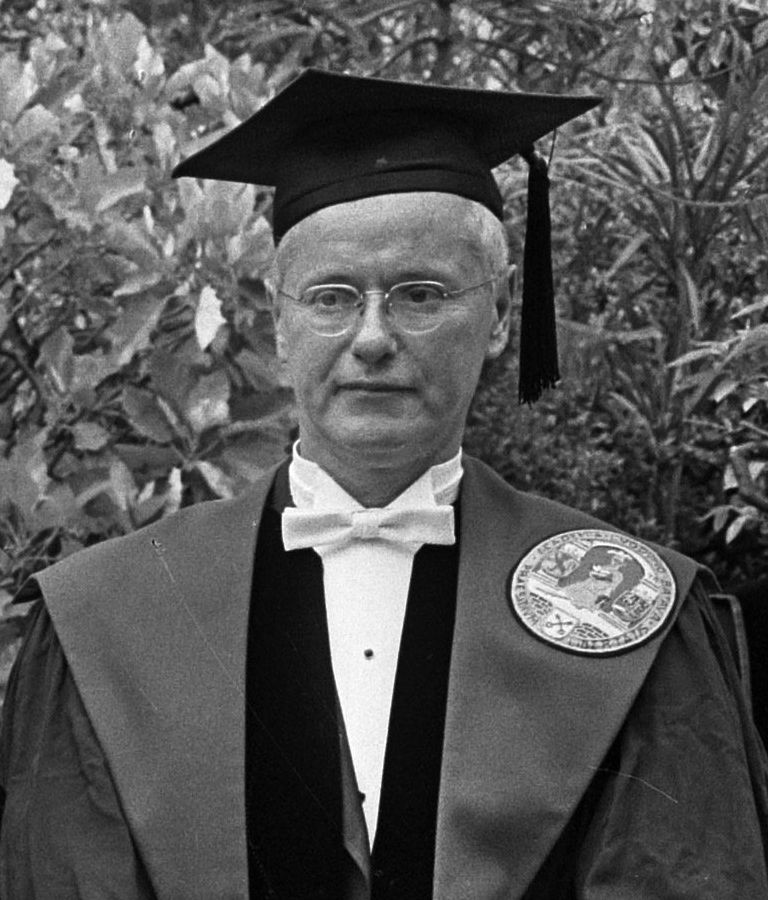
ロバート・キング・マートン／2月23日没

- 2月23日 - ロバート・キング・マートン、社会学者（* 1910年）
- 2月24日 - ベルナール・ロワゾー、フランス料理の料理人（* 1951年）
- 2月25日 - 上田藤夫、元プロ野球選手、審判（* 1912年）
- 2月25日 - 柏木敏夫、プロ野球審判員（* 1931年）
- 2月26日 - 藤原彰、歴史家（* 1922年）
- 2月26日 - 宮脇俊三、紀行作家（* 1926年）
- 2月26日 - 桑原潤、実業家（* 1930年）
- 2月27日 - 山田彰、俳優（* 1932年）
- 2月28日 - 井上瑤、声優（* 1946年）